# بنك ماهاراشترا
بنك ماهاراشترا هو بنك قطاع عام هندي مقره في بيون ، الهند. كان لدى البنك 29 مليون عميل في جميع أنحاء البلاد مع 2022 فرعًا اعتبارًا من مارس 2022. لدي البنك أكبر شبكة من الفروع من أي بنك حكومي في ولاية ماهاراشترا . برز بنك ماهاراشترا (BoM) المملوك للدولة كأفضل أداء بين مقرضي القطاع العام من حيث نمو القروض والودائع من حيث النسبة المئوية خلال 2022-23. كما سجل المُقرض الذي يقع مقره في بيون أعلى نمو في الربحية مع نمو صافي الأرباح بنسبة 126 في المائة تقريبًا ليصل إلى 2602 كرور روبية هندية خلال العام.